# Époisses de Bourgogne
Époisses de Bourgogne (franska: [epwas də buʁɡɔɲ]), eller bara Époisses, är en mjuk kittost från byn Époisses och dess omgivningar i Côte-d'Or, Frankrike.